# Himalayacalamus brevinodus
Himalayacalamus brevinodus är en gräsart som beskrevs av Christopher Mark Adrian Stapleton. Himalayacalamus brevinodus ingår i släktet Himalayacalamus och familjen gräs. Inga underarter finns listade i Catalogue of Life.